# 布尔金 (肯塔基州)
布尔金（英語：Burgin），是美国肯塔基州的一座城市。建立于1877年，面积约为3.4平方公里（1.3平方英里）。根据2010年美国人口普查，该市的人口为965人。